# Буличова Ангеліна Олександрівна
Ангелі́на Олекса́ндрівна Буличо́ва (нар. 26 грудня 1916, с. Бісерть, Нижньосергінський район, Свердловська область — 16 листопада 2013, Львів) — українська російськомовна письменниця. Мешкала у Львові.

## Життєпис
У 1937 році був репресований чоловік Ангеліни Буличової. 1941 року вона закінчила Московський інститут історії, філософії та літератури. Наприкінці 1941-го виїхала до російського міста Алапаєвська, де працювала відповідальним секретарем у редакції газети «Боевая стройка».
Після Другої світової війни була співробітником обласної газети «Львовская правда», потім власним кореспондентом республіканської газети «Правда Украины». Всього Ангеліна Буличова пропрацювала 58 років у журналістиці.
З 1976 року займалася тільки творчою роботою. Член Національної спілки письменників України з 1975 року. У 1978 році пісня «Носики-курносики» у виконанні Валентини Толкунової на вірші Ангеліни Буличової перемогла на конкурсі «Пісня року». Толкунова також виконувала ще одну пісню на слова Буличової — «Марьюшка».
На початку 2007 року Буличову удостоїли нагороди «Соотечественник года — 2006» в номінації «За особистий внесок у збереження і поширення російської мови і літератури за кордоном».
Нагороджена медалями СРСР.

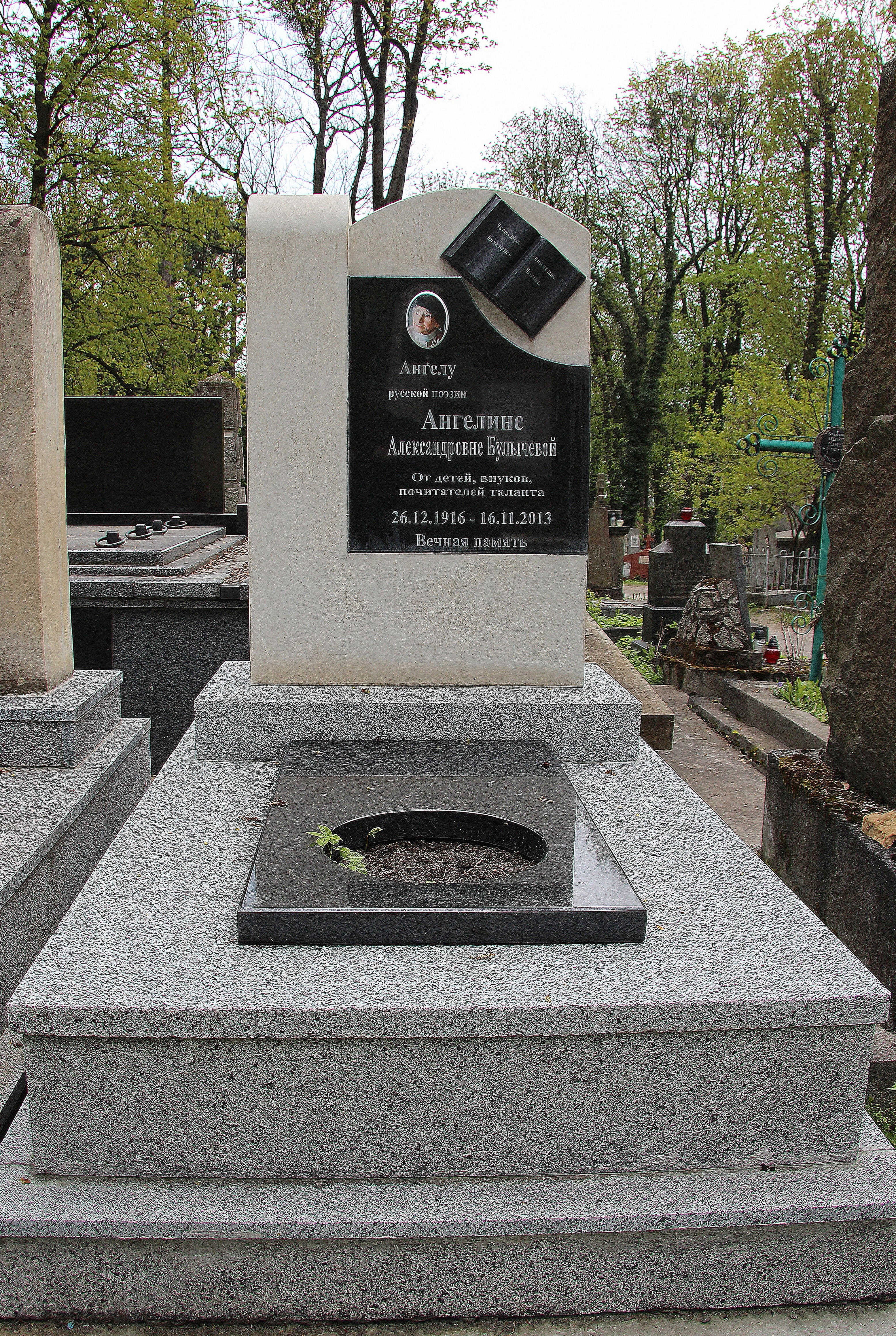
Могила Ангеліни Буличової на 55 полі Личаківського цвинтаря

Похована на Личаківському кладовищі на полі № 55 відразу біля доріжки. На могилі останніми роками споруджено пам'ятник замість звичайного православного хреста.

## Твори

### Поетичні збірки
- «Весёлые игрушки»
- «Добрые стихи»
- «Апрельские костры»
- «Фиалки в январе»
- «Баллады и поэмы»
- «У лукоморья светлых душ»
- «На вечной планете»
- «В кольце любви»
- «Назовите сына Апрелем». М.: Советский писатель, 1982; 79 с.
- «Золото листопада». Київ: Радянський письменник, 1983; 87 с.
- «Алый парус». Київ: Дніпро, 1987; 118 с.
- «По каменным кручам». Львів: Каменяр, 1990; 132 с.

### Повісті й оповідання
- «Шляхами батьків»
- «Тече річка Солокія»
- «Сурмачі з вулиці Сонячної»
- «Шукаю весну»
- «Брат из другого дома». Львів: Каменяр, 1982; 287 с.
- «Не бросай друзей в беде». Казка. Львов: Каменяр, 1987; 19 с